# Харова мера
У апстрактној математичкој анализи, теорији група и теорији мере, мера Хара (или Харова мера) јесте начин да се дефинише инваријантна мера („запремина“) на подскуповима локално компактних тополошких група, и тим путем дефинише појам интеграла функција на оваквим групама и на њих прошири велики број појмова и резултата класичне анализе.
Мера Хара је уопштење Лебегове мере, која је транслаторно инваријантна мера на еуклидском простору. Мера Хара се може дефинисати на ма којој локално компактној тополошкој групи, и посебно на свакој Лијевој групи.
Ову меру је 1932. увео Алфред Хар, мађарски математичар. Харове мере се користе у многим деловима математичке анализе и теорије бројева, као и у теорији оцена.

## Појмови
Нека је G локално компактна тополошка група (за тополошку групу претпостављамо да је Хаусдорфова). Борелова алгебра на G је σ-алгебра коју генеришу сви компактни подскупови од G; њени елементи називају се Бореловим скуповима.
За сваки подскуп S&nbsp;&sub;&nbsp;G, и сваки елемент a&nbsp;&isin;&nbsp;G, леви и десни транслати скупа S се дефинишу као:
- леви транслат, ,
- десни транслат, .

Леви и десни транслати Борелових скупова су такође Борелови скупови.
Мера μ на Бореловим скуповима у G се назива слева транслаторно инваријантном ако за сваки Борелов подскуп S&nbsp;&sub;&nbsp;G и сваки елемент a&nbsp;&isin;&nbsp;G вреди
.
Слично се дефинише и здесна транслаторна инваријантност мере.
Ако је (X, μ) ма који мерљиви тополошки простор, мера μ се назива регуларном ако задовољава следећа три услова:
- је коначно за сваки компактан скуп K&nbsp;&sub;&nbsp;X,
- μ је регуларна споља, односно за сваки Борелов скуп  вреди
отворен },
- μ је регуларна изнутра, односно за сваки Борелов скуп  вреди
компактан }.

## Постојање и јединственост мере Хара
Вреди следећа основна
Теорема. Нека је  локално компактна тополошка група. Постоји слева транслаторно инваријантна пребројиво адитивна регуларна мера μ на Бореловим скуповима у G таква да је  за сваки непразан отворени скуп U. Ова мера је јединствена до на множење позитивном константом и назива се левом мером Хара на .
Постојање мере Хара је у пуној општости први доказао француски математичар Андре Вејл. Специјалан случај инваријантне мере на компактним групама доказао је сам Хар 1933. Јединственост је доказао Џон фон Нојман 1935.
На исти начин следи и да на G постоји јединствена (до на множење позитивном константом) здесна транслаторно инваријантна десна мера Хара ν, која се не мора подударати са левом мером Хара μ. У случају када се ове две мере подударају, кажемо да је група G унимодуларна група и говоримо напросто о мери Хара на .
У општем случају, мере μ и ν су у једноставној вези. Наиме, ако за Борелов скуп S означимо са S−1 скуп инверза елемената из S, тада је −1 такође Борелов скуп, и функција μ−1 дефинисана са
је десна мера Хара. Десна инваријантност следи по дефиницији:
,
као и пребројива адитивност, регуларност и недегенерисаност. Према јединствености десне мере Хара следи да је μ−1 умножак мере ν неком позитивном константом  > 0:
 за све Борелове скупове S.

## Модуларна функција
Леви транслат сваке десне мере Хара је и сама једна десна мера Хара: ако је μ десна мера Хара, тада је
такође здесна транслаторно инваријантна мера која задовољава и све остале услове за меру Хара. Стога, постоји јединствена функција Δ, која се назива модуо Хара, модуларна функција или модуларни карактер, таква да је
за сваки Борелов скуп A. Модуларна функција је хомоморфизам групе G у мултипликативну групу позитивних реалних бројева.
Група G се назива унимодуларном ако је њена модуларна функција идентички једнака 1. Овакве су све абелове групе и све компактне групе. Један пример не-унимодуларне групе је група свих инвертибилних линеарних трансформација
на реалној правој R, која је полудиректан производ .

## Интеграл Хара
Полазећи од мере Хара, може се путем опште теорије интеграције по Лебегу дефинисати интеграл сваке Борел-мерљиве функције f на G, који називамо интегралом Хара. Притом, ако је μ лева мера Хара, тада је
{\displaystyle \int _{G}f(sx)\,{\mbox{d}}\mu (x)=\int _{G}f(x)\,{\mbox{d}}\mu (x)}
за сваку интеграбилну функцију f. Ово је еквивалентно транслаторној инваријантности слева за просте функције f, и затим следи за све остале функције стандардним постпуком приближења интеграбилних функција елементарним.

## Примери
- Мера Хара на дискретној групи G је напросто бројачка мера; интеграл Хара своди се у овом случају на сабирање.
- Мера Хара μ на тополошкој групи (R,+), уз нормализацију μ([0,1]) = 1, јесте Борелова мера на R (односно рестрикција уобичајене Лебегове мере  на σ-алгебру Борелових подскупова од R). Аналогно тврђење важи и за групе (R,+).
- Ако је  тополошка група позитивних реалних бројева са операцијом множења, тада је мера Хара дата са
{\displaystyle \mu (S)=\int _{S}{\frac {1}{t}}\,{\mbox{d}}t} за сваки Борелов подскуп .
- Општа линеарна група  није комутативна за , али су лева и десна мера Хара пропорционалне и дате са
{\displaystyle \mu (S)=\int _{S}{\frac {1}{|\det X|^{n}}}\,{\mbox{d}}X},

где идентификујемо  уложену као подскуп простора  свих n&nbsp;&times;&nbsp;n реалних матрица, dX је Лебегова мера на овом простору (производ Лебегових мера по координатама). Ово следи интеграцијом сменом.

## Друга својства и примене
За доказивање постојања мере Хара на локално компактној групи G, често се показује постојање слева инваријантне Радонове мере на G.
Мера Хара дате локално комактне тополошке групе G је коначна ако и само ако је G компактна група.
Осим ако је G дискретна група, није могуће дефинисати пребројиво адитивну здесна транслаторно инваријантну меру на свим подскуповима од G, уколико се претпостави аксиома избора (види и немерљиви скупови).
Мере Хара се користе за хармонијску анализу на произвољној локално компактној групи, види Понтрјагинов дуал. Посебно је значајна употреба у теорији бројева, где се користе мере Хара на разним редуктивним алгебарским групама, тотално неповезаним локално компактним p-адским групама, глобалним аделичким групама, итд.